# 黎經淺
黎經淺（越南语：／；1886年—？年），越南阮朝官員。

## 生平
黎經淺是河靜省德壽府香山縣安邑總春池村（今属河靜省香山縣山安社）人，同慶元年（1886年）出生。維新六年（1912年），參加乂安場鄉試，考中舉人。次年（1913年），會試中格，庭試考中副榜。後任承派。